# Ammassivik
Ammassivik (del groenlandès «superfície plana») (Sletten en danès) és un poblet de Groenlàndia que pertany a la municipalitat de Kujalleq. Tenia 40 habitants al cens del 2012.
Ammassivik és també el centre postal dels voltants i és visitada regularment per un vaixell de correus.

## Geografia
Ammassivik està situat al fiord d'Alluitsoq, al sud de l'illa de Groenlàndia. Les explotacions d'oví de Qallimiut (15 habitants) i Qorlortorsuaq (13 habitants) són a prop. Al costat oposat del fiord hi ha les ruïnes de l'església de la Germandat de Moràvia dels missioners d'Alluitsoq.

## Història
El poblet fou fundat el 1889, i el 1899 uns missioners van construir l'escola «Isaac Lundip Atuarfia». Aquesta escola només comptava amb sis alumnes durant el curs escolar 2005/06.
El 1922, el poblet s'establí com a centre de comerç.

## Població
La majoria de les poblacions i assentaments del sud de Groenlàndia presenten uns patrons de creixement negatiu durant les últimes dues dècades, i molts assentaments s'han despoblat ràpidament.

## Comunicacions
El principal mitjà de transport és per mar i es pot arribar en el vaixell correus.
Durant l'hivern, les rutes terrestres fetes amb trineus tirats per gossos són importants per a mantenir la connexió amb la zona dels voltants.
El poble disposa d'un heliport d'una pista de 15 metres (IATA: QUW; ICAO: BGAS), que connecta amb les poblacions properes de Nanortalik i Aappilattoq, i amb la resta del món. Air Greenland opera els vols contractats pels pobles de la regió de Nanortalik. La majoria d'aquest vols són de transport de mercaderies i no s'ofereixen en el calendari, encara que es pot fer reserves amb antelació. Els horaris de sortida d'aquests vols específics i variables segons les demandes locals d'un dia donat.
Des de 2005, la ciutat té connexió ADSL amb internet compatible amb GSM.

## Clima
El clima predominant és l'anomenat clima de tundra. La classificació climàtica de Köppen és ET. La temperatura mitjana anual a Ammassivik és d'1,5 °C.